# Jasenovo (Foča, BiH)
Jasenovo je naseljeno mjesto u općini Foči, Republika Srpska, BiH. 
Kolun pripada fočanskim selima koja od 2000. pa do danas nemaju električne struje.

## Stanovništvo
| Narod     | Popis 1961. | Popis 1971. | Popis 1981. | Popis 1991. |
| --------- | ----------- | ----------- | ----------- | ----------- |
| Hrvati    | 1           |             |             |             |
| Muslimani | 175         | 203         | 158         | 96          |
| Srbi      | 3           |             |             |             |
| ostali    | 2           |             | 3           |             |
| Ukupno    | 181         | 203         | 161         | 96          |